# La Ferté-sous-Jouarre
La Ferté-sous-Jouarre ist eine französische Gemeinde mit 10.004 Einwohnern (Stand 1. Januar 2022) im Département Seine-et-Marne in der Region Île-de-France. Die Stadt liegt etwa 60 Kilometer östlich von Paris.

## Geschichte
Die Stadt liegt an der Mündung des Flusses Petit Morin in die Marne sowie an der Grenze der Brie und der Champagne.
Im Ersten Weltkrieg fanden bei der Stadt 1914 und 1918 schwere Kämpfe statt. Wegen der vorbildlichen Haltung seiner Bevölkerung während der deutschen Besatzung wurde La Ferté-sous-Jouarre 1921 mit dem Croix de guerre ausgezeichnet.
Seit 1992 existiert in Marne-la-Vallée etwa 20 km westlich von La Ferté-sous-Jouarre der Freizeitpark Disneyland Resort Paris.
Marie Richard (* 22. Juni 1944 in Budapest) war von 2001 bis 2011 Bürgermeisterin der Stadt La Ferté-sous-Jouarre. Die Politikerin der Sozialistischen Partei ist auch Vizepräsidentin des Regionalrates der Île-de-France, zuständig für Tourismus, Freizeit und Sport. Seit 2011 amtiert ihre Parteikollegin Nathalie Pierre.

## Wirtschaft
Der Ort ist berühmt für seine Lagerstätten an Süßwasserquarz, der als „Franzose“ unter den Mühlsteinen für höchste Mehlqualitäten eingesetzt wurde.

## Sehenswürdigkeiten
- Schloss La Barre aus dem 15. Jahrhundert
- Kirche Saint-Denis-Saint-Étienne aus dem 16. Jahrhundert (siehe auch: Liste der Monuments historiques in La Ferté-sous-Jouarre)
- Schloss Les Bondons aus dem 18. Jahrhundert; war im Besitz von Georges Ohnet (1848–1918), Autor des Maître de Forge.
- Hôtel de Ville, erbaut 1885
- Synagoge, erbaut 1891

## Persönlichkeiten
- Antoine de Bourbon, duc de Vendôme (1518–1562), Titularkönig von Navarra
- Charles I. de Bourbon (1523–1590), Kardinal, Erzbischof von Rouen und päpstlicher Legat von Avignon
- Madame de Pompadour (1721–1764), Mätresse des Königs Ludwig XV.
- Louis Latouche (1829–1883), Maler
- Émile-Antoine Bayard (1837–1891), französischer Illustrator
- Léopold Jouguet (1883–1953), Autorennfahrer
- André Planson (1898–1981), französischer Maler
- Samuel Beckett (1906–1989), irischer Schriftsteller

## Partnerstädte
- La Ferté-sous-Jouarre unterhält seit  1977/78 eine Städtepartnerschaft mit Stuttgart-Zuffenhausen (Deutschland).[1]